# Hieracium acosmodontum
Hieracium acosmodontum es una especie de planta con flor del género Hieracium, de la familia Asteraceae, orden Asterales.

## Distribución
Hieracium acosmodontum se distribuye por Noruega y Suecia.

## Taxonomía
Fue descrita científicamente por Elfstr. Fue publicada en Ark. Bot. 17(17): 5 (1922).